# AC (automobilka)

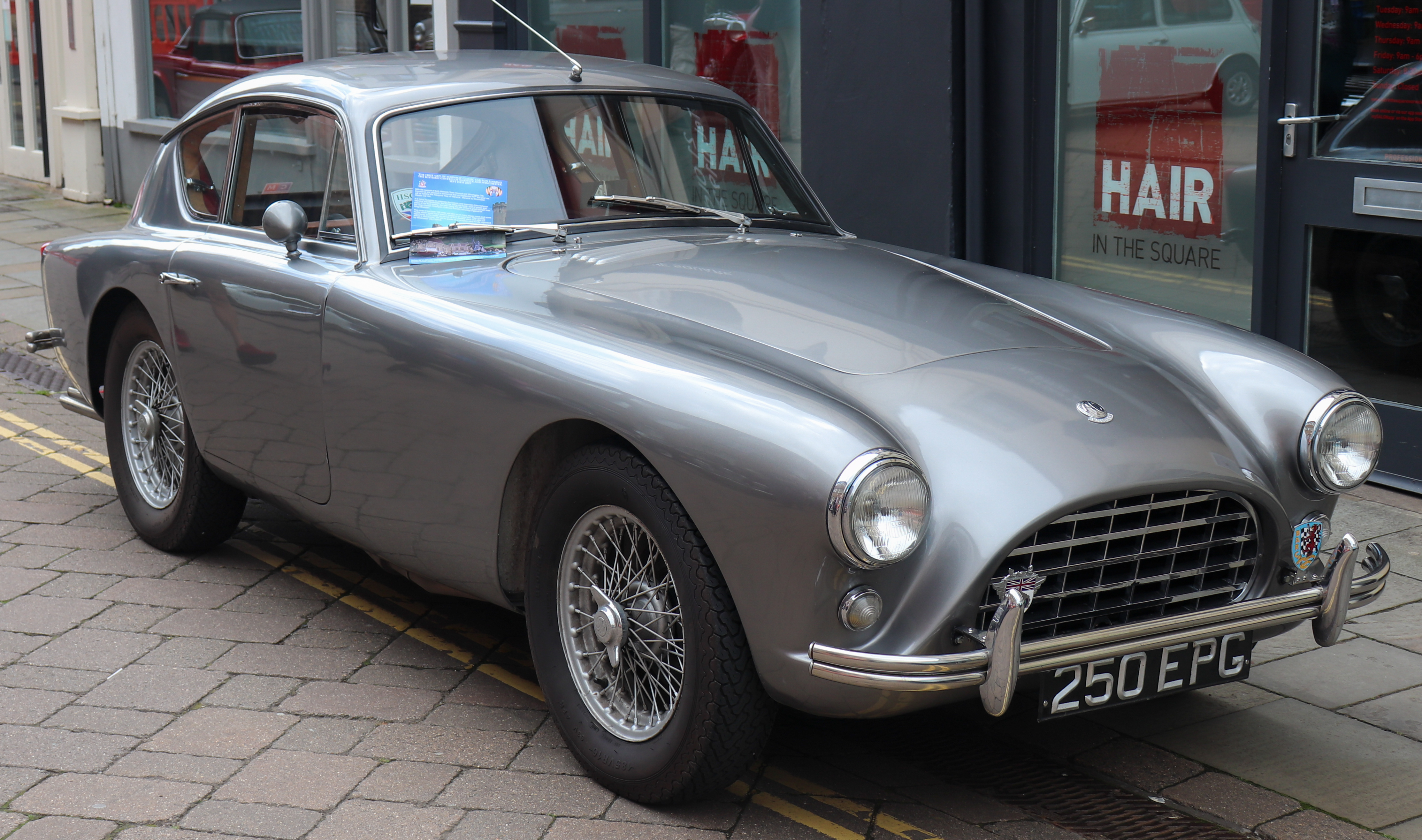
AC Aceca

AC Cars Group Ltd. je britská automobilka, která se zabývá zejména výrobou sportovních automobilů. Jejím nejznámějším vozem je automobil AC Cobra.

## Historie
Zakladatelem automobilky, která původně působila pod názvem Autocars & Accessories, byl řezník John Portwine a mechanik John Weller. Původně vyráběli drahé automobily. Proto se rozhodli přejít na výrobu levnějších tříkolek. To jim přineslo zisky a firma začala vyrábět menší automobily. Název byl změněn na Autocarries Ltd. Firma dokonce získala zakázku pro armádu. Poté se firma opět soustředila na výrobu sportovních vozů. Tyto vozy byly ve své kategorii populární, po válce bylo prodáváno okolo pěti vozů týdně. V roce 1953 byl představen úspěšný model AC Ace. Ten dokázal vítězit v různých závodech. V průběhu výroby byl automobil odlehčen a byl mu zvýšen výkon. Tak se zrodil AC Bristol. Ten dokonce vyhrál závod 24 hodin Le Mans v roce 1958. Impulsem pro vývoj dalšího sportovního automobilu AC Cobra byl návrh Carola Shelbyho. Ten doporučil použít ve voze osmiválec Ford. Cobra se velmi prosadila na americkém trhu.